# Herbert Puschnik

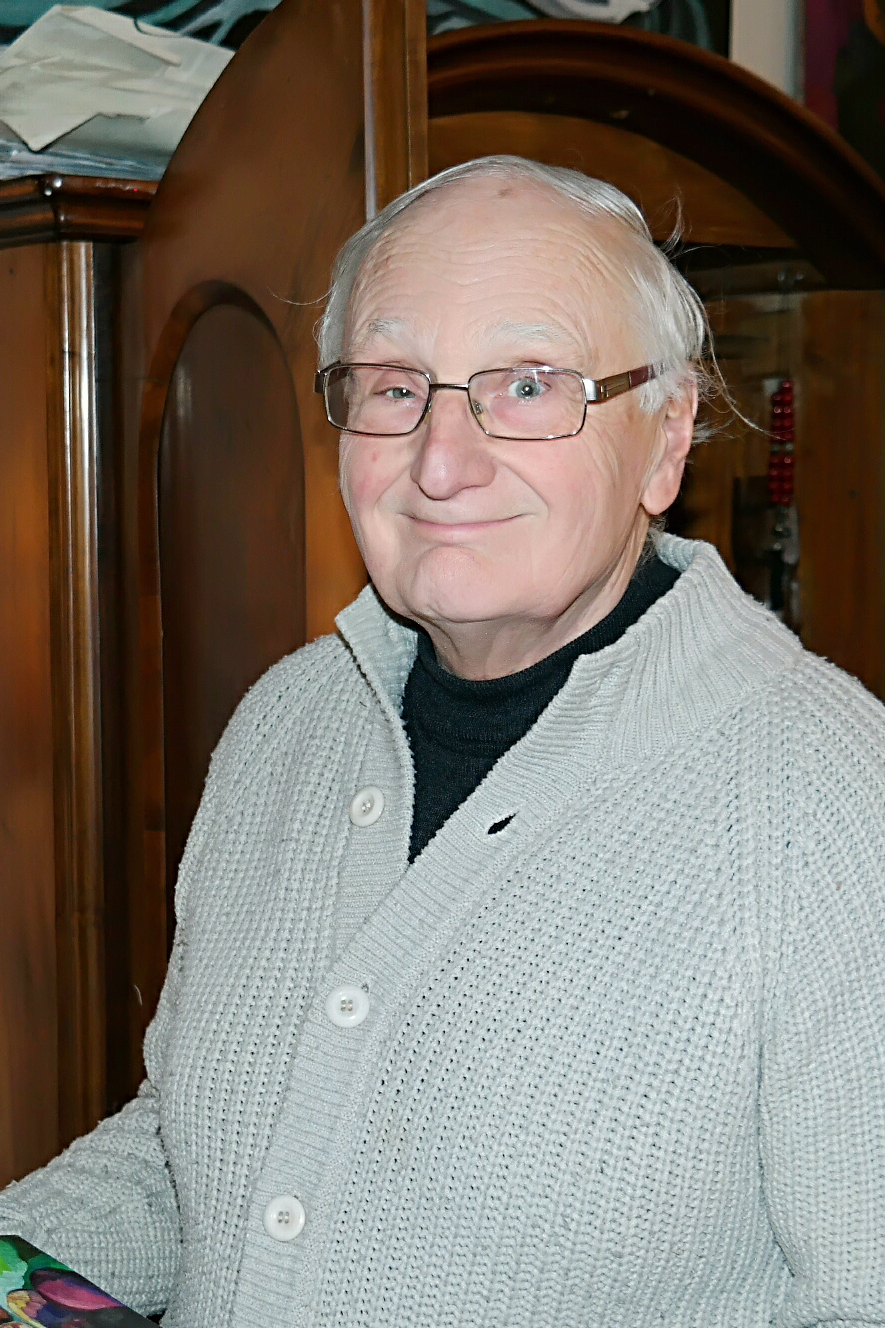
Herbert Puschnik, 2018

Herbert Puschnik (* 13. Oktober 1944 in Groß-Reipersdorf/Pulkau, Niederösterreich) ist ein österreichischer Heimatforscher und bildender Künstler.

## Leben
Herbert Puschnik, Sohn des Heimatforschers Alois Puschnik, verheiratet mit Herta Puschnik, war nach seiner Ausbildung zum Historiker an der Universität Wien und zum akademischen Maler an der Akademie der bildenden Künste Wien in Wien als Gymnasiallehrer in Horn tätig. Neben Workshops mit seinen Schülern widmete er sich der Erforschung der Geschichte der Stadt Pulkau. Als Maler fing er das Lokalkolorit der malerischen Städte im Wein- und Waldviertel ein. Für die Wallfahrtskirche von Maria Dreieichen bei Horn schuf er Kreuzwegstationen in Mosaiktechnik, sowie das Kirchenfenster der drei Apostel Kyrill, Method und Benedikt, in der Sakristei. Einer seiner Bildteppiche ziert die Stephanskirche in Horn, sein Gemmenkreuz  belebt den Karner in Pulkau. Er nahm teil an zahlreichen Ausstellungen. Derzeit engagiert er sich beim Verein „Sonn-Wend-Stein“, einer Plattform zur Bekanntmachung der prähistorischen Denkmäler Niederösterreichs.

## Schriften und Werke
- Pulkau. Geschichts-, Kunst- und Kulturführer. Pulkau 1984.
- mit Johannes Gründler: Leodagger. Ortsgeschichte eines Weinhauerdorfes. Leodagger 1987.
- mit Manfred Anselgruber: Dies trug sich zu anno 1338. Pulkau zur Zeit der Glaubenswirren. Pulkau 1992.
- mit Herta Puschnik: Urgeschichtswanderweg Eggenburg-Pulkau-Retz-Znaim. Pulkau 1993.
- mit Alois Toriser, Laa a. d. Thaya: Die Steinmetzfamilie Pracht (1667–1924). (Der Steinmetz Johann Pracht war der Urgroßvater von Herbert Puschnik).
- mit Hermann Maurer: Versuche mit einer neolithischen Tontrommel. In: Archäologie Österreichs. 8/1, 1997. S. 23 ff.
- Friedrich Berg / Hermann Maurer: Idole. Kunst und Kult im Waldviertel vor 7000 Jahren. Katalog zur Ausstellung der Stadt Horn im Höbarthmuseum. Zeichnungen: Herbert Puschnik. Horn 1998.
- mit Herta Puschnik: Elisa, Geschichte einer Nonne aus St. Bernhard bei Horn. Ein historisches Spiel mit Puppen und Schauspielern. 1996.